# ...Best II
...Best II è un album raccolta della band inglese The Smiths.
Pubblicato il 2 novembre del 1992 dalla WEA, il disco raggiunse la posizione numero 29 nella Official Albums Chart.

## Realizzazione
L'album venne pubblicato a solo qualche mese di distanza dalla prima raccolta gemella, intitolata Best... I, uscita nell'agosto del 1992. Come per il primo volume, il materiale venne raccolto e sequenziato in modo casuale, e promosso con l'uscita del singolo There Is a Light That Never Goes Out, che raggiunse la posizione numero 25 della classifica inglese.
La versione europea dell'album ha in copertina la parte destra di una foto di Dennis Hopper, intitolata Biker Couple (e tratta da Out Of The Sixties) che ritrae un uomo e una donna seduti a un tavolo. La parte sinistra della stessa foto era stata utilizzata per il precedente Best... I. Nella copertina della versione americana, come in Best... I, c'è invece una foto dell'attore Richard Davalos, ritratto durante le riprese del film La valle dell'Eden.

## Tracce
1. The Boy with the Thorn in His Side (album version) (Single A-side) – 3:16
2. The Headmaster Ritual (da Meat Is Murder) – 4:52
3. Heaven Knows I'm Miserable Now (Single A-side) – 3:34
4. Ask (album version) (Single A-side) – 3:15
5. Oscillate Wildly (B-side da How Soon Is Now?) – 3:26
6. Nowhere Fast (da Meat Is Murder) – 2:35
7. Still Ill (da The Smiths) – 3:20
8. Bigmouth Strikes Again (Single A-side) – 3:14
9. That Joke Isn't Funny Anymore (album version) (Single A-side) – 4:57
10. Shakespeare's Sister (Single A-side) – 2:08
11. Girl Afraid (B-side da Heaven Knows I'm Miserable Now) – 2:46
12. Reel Around the Fountain (da The Smiths) – 5:56
13. Last Night I Dreamt That Somebody Loved Me (album version) (Single A-side) – 5:02
14. There Is a Light That Never Goes Out (Single A-side) – 4:02

Tutte le tracce sono scritte da Morrissey/Marr.

## Formazione
- Morrissey - voce
- Johnny Marr - chitarra
- Andy Rourke - basso
- Mike Joyce - batteria

## Musicisti
- Craig Gannon - chitarra ritmica su Ask
- Kirsty MacColl – voce su Ask
- Paul Carrack – piano e organo elettrico su Reel Around the Fountain.